# Economia biológica
A Economia biológica  é um escola de pensamento econômico é um comunidade de pensadores econômicos que compartilham uma perspectiva comum sobre o funcionamento no qual a interação da biologia humana e da economia é estudada. A revista  Economics and Human Biology. 